# Rudolphus Goclenius

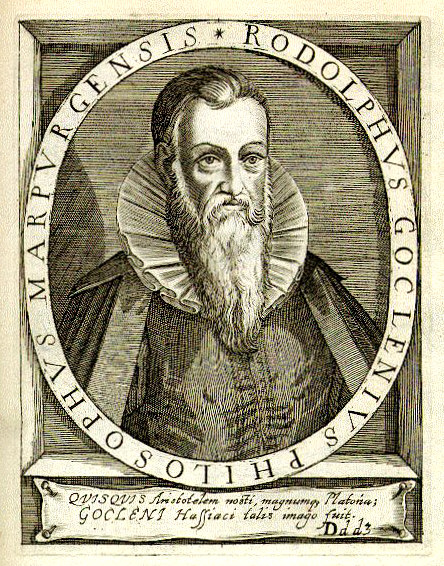
Rudolph Goclenius

Rudolphus Goclenius de oude of Rudolph Göckel (1 maart 1547 – 8 juni 1628) was een Duits scholastisch filosoof, aan wie de uitvinding van de termen ontologie (in 1613) en psychologie (in 1590) zijn toegeschreven (bij de term psychologie naar later bleek ten onrechte). Hij werd geboren in Korbach in Waldeck en stierf in Marburg.

## Biografie
Rudolph Goclenius studeerde aan de universiteiten van Erfurt, Marburg en Wittenberg. In Wittenberg rondde hij zijn doctoraal af in 1571. In de jaren daarna gaf hij leiding aan het gymnasium in zijn geboorteplaats Korbach en in Kassel. In 1581 werd hij op voorspraak van landgraaf Willem IV van Hessen-Kassel, zelf een fanatieke astronoom, hoogleraar aan de universiteit van Marburg. Hij bezette daar leerstoelen op het gebied van de filosofie, logica, metafysica en ethiek. Daarnaast fungeerde hij als raadsman van Willem IV en zijn zoon Maurits. Deze zond hem in 1618 naar de Synode van Dordrecht.

## Onderzoek
Goclenius staat bekend als een zeer geletterd man die artikelen schreef over uiteenlopende onderwerpen in de disciplines wiskunde, geografie, astrologie, astronomie, biologie, zoölogie en medicijnen. Hij was echter vooral een lexicograaf.

## Publicaties
- Psychologia: hoc est, De hominis perfectione, animo et in primis ortu hujus, commentationes ac disputationes quorundam theologorum & philosophorum nostrae aetatis, Marburg 1590
- Oratio de natura sagarum in purgatione examinatione per Frigidam aquis innatantium, Marburg 1590.
- Problematum logicorum, 1590
- Partitio dialectica, Frankfurt 1595
- Isagoge in peripateticorum et scholasticorum primam philosopiam, quae dici consuevit metaphysica, 1598
- Institutionum logicarum de inventione liber unus, Marburg 1598
- Isagoge in Organum Aristotelis, 1598
- Physicae completae speculum, Frankfurt 1604
- Dilucidationes canonum philosophicorum, Lich 1604
- Controversia logicae et philosophiae, ad praxin logicam directae, quibus praemissa sunt theoremata seu praecepta logica, Marburg 1604
- Conciliator philosophicus, 1609
- Lexicon philosophicum, quo tantam clave philosophiae fores aperiuntur, 1613
- Lexicon philosophicum Graecum, Marburg 1615